# Canton de Beauvoir-sur-Niort
Pour les articles homonymes, voir Canton de Beauvoir.
Le canton de Beauvoir-sur-Niort est une ancienne division administrative française située dans le département des Deux-Sèvres et la région Poitou-Charentes.

## Géographie
Le canton de Beauvoir-sur-Niort était organisé autour de Beauvoir-sur-Niort dans l'arrondissement de Niort. Son altitude variait de 24 m (Granzay-Gript) à 98 m (Marigny) pour une altitude moyenne de 54 m.

## Histoire
Le canton de Beauvoir-sur-Niort, appelé « canton de Beauvoir » dans un premier temps, fait partie des cantons créés aux débuts de la Révolution française, d'abord rattaché au district de Niort jusqu'en 1795, date de suppression des districts, puis à l'arrondissement de Niort en 1801.
Il est supprimé par le redécoupage cantonal de 2014 qui prend effet lors des élections départementales de mars 2015. Ses communes sont alors rattachées au canton de Mignon-et-Boutonne, hormis Granzay-Gript rattachée à celui de Frontenay-Rohan-Rohan.

## Représentation

### Conseillers généraux de 1833 à 2015
| Période | Période          | Identité                                            | Étiquette                   | Qualité |
| ------- | ---------------- | --------------------------------------------------- | --------------------------- | --- |
| 1833    | 1842             | Joseph Hérissé                                      |                             | Propriétaire, ancien maire de La Revêtizon                                                                                     |
| 1842    | 1864             | Étienne de Meschinet                                |                             | Juge de paix, propriétaire Maire de Saint-Étienne-la-Cigogne, conseiller d'arrondissement                                      |
| 1864    | 1874 (décès)     | Jules Micheaud                                      |                             | Propriétaire à La Revêtizon |
| 1874    | 1877             | Victor Bourru                                       | Libéral                     | Adjoint au maire de Beauvoir-sur-Niort                                                                                         |
| 1877    | 1880             | Martial Pellevoisin                                 | Républicain                 | Docteur-médecin à Niort Maire de Beauvoir-sur-Niort                                                                            |
| 1880    | 1884 (démission) | Victor Bourru                                       | Libéral                     | Maire de Beauvoir |
| 1884    | 1890 (décès)     | Baron Mesmin de Lauzon (1809-1890)                  | Droite                      | Propriétaire Maire de Marigny                                                                                                  |
| 1892    | 1904             | Martial Pellevoisin                                 | Républicain                 | Docteur-médecin à Niort Maire de Beauvoir-sur-Niort                                                                            |
| 1904    | 1910             | Louis-Gustave Martin                                | Républicain                 | Docteur-médecin à La Foye-Monjault                                                                                             |
| 1910    | 1919             | Arthur Birard                                       | SFIO                        | Négociant à La Foye-Monjault                                                                                                   |
| 1919    | 1940             | Abel-Alphonse Brillault (1884-1955)                 | Rad.                        | Industriel, fabricant de chaussures et de pantoufles Maire de Beauvoir-sur-Niort                                               |
|         |                  |                                                     |                             | |
| 1945    | 1955 (décès)     | Abel-Alphonse Brillault                             | SFIO                        | Ancien maire de Beauvoir-sur-Niort                                                                                             |
| 1955    | 1958             | Florent Patout (gendre du précédent, 1908-1964)     | Rad.                        | Vétérinaire à Beauvoir-sur-Niort                                                                                               |
| 1958    | 1964             | François-Xavier Brochard, comte de La Rochebrochard | EXD                         | Propriétaire à Prissé-la-Charrière                                                                                             |
| 1964    | 1994             | André Nicolas                                       | Rad. puis UDF-Rad. puis DVG | Inspecteur principal d'assurances Conseiller régional Exclu du Parti Radical en 1986                                           |
| 1994    | 2001             | Jean-Pierre Fortin                                  | DVD                         | Exploitant agricole Maire de Marigny                                                                                           |
| 2001    | 2015             | Jean-Claude Aubineau                                | DVD puis UDI                | Agriculteur retraité Conseiller municipal Beauvoir-sur-Niort de 1971 à 1982 Maire délégué de Beauvoir-sur-Niort de 1982 à 1995 |

### Conseillers d'arrondissement (de 1833 à 1940)
| Période                                  | Période          | Identité               | Étiquette   | Qualité |
| ---------------------------------------- | ---------------- | ---------------------- | ----------- | --- |
| 1833                                     | 1836             | Jean Gabriel Brelay    |             | Avocat à Niort                                                                                              |
| 1836                                     | 1842             | Étienne de Meschinet   |             | Juge de paix à Beauvoir-sur-Niort                                                                           |
| 1842                                     | 1845             | Jean Armand d'Aubigné  |             | Propriétaire à Beauvoir-sur-Niort                                                                           |
| 1845                                     | 1848             | Joseph Emmanuel Savary |             | Officier de marine, propriétaire à Mauzé                                                                    |
|                                          |                  |                        |             | |
|                                          | 1884 (démission) | Martial Pellevoisin    | Républicain | Médecin à Beauvoir-sur-Niort, ancien conseiller général                                                     |
|                                          |                  |                        |             | |
| 1886                                     | 1895             | M. Penaud              | Droite      | |
| 1895                                     | 1901             | M. Benoist             | Droite      | |
| 1901                                     | 1907             | M. Dumon               | Conc.rép.   | |
| 1907                                     | 1913             | Auguste Brillault      | SFIO        | Industriel, maire de Beauvoir-sur-Niort                                                                     |
| 1913                                     | 1925             | Théophile Besson-Léaud | Républicain | Avoué à Niort                                                                                               |
| 1925                                     | 1937             | Auguste Brillault      | Républicain | Industriel à Beauvoir-sur-Niort                                                                             |
| 1937                                     | 1940             | James Hérissé          | Radical     | Propriétaire à Saint-Martin-d'Augé, maire de Boisserolles                                                   |
| 1940                                     |                  |                        |             | Les conseils d'arrondissement ont été suspendus par la loi du 12 octobre 1940 et n'ont jamais été réactivés |
| Les données manquantes sont à compléter. |                  |                        |             | |

## Composition
Le canton de Beauvoir-sur-Niort groupait neuf communes.
| Communes                 | Population (2012) | Code postal | Code Insee |
| ------------------------ | ----------------- | ----------- | ---------- |
| Beauvoir-sur-Niort       | 1 766             | 79360       | 79031      |
| Belleville               | 128               | 79360       | 79033      |
| Boisserolles             | 63                | 79360       | 79039      |
| La Foye-Monjault         | 783               | 79360       | 79127      |
| Granzay-Gript            | 910               | 79360       | 79137      |
| Marigny                  | 880               | 79360       | 79166      |
| Prissé-la-Charrière      | 648               | 79360       | 79078      |
| Saint-Étienne-la-Cigogne | 145               | 79360       | 79247      |
| Thorigny-sur-le-Mignon   | 92                | 79360       | 79328      |

## Démographie
| 1962  | 1968  | 1975  | 1982  | 1990  | 1999  | 2006  | 2011  | 2012  |
| ----- | ----- | ----- | ----- | ----- | ----- | ----- | ----- | ----- |
| 4 005 | 4 042 | 3 637 | 4 078 | 4 472 | 4 508 | 5 024 | 5 371 | 5 415 |